# Bruce Ramsay
Bruce Ramsay (31 de diciembre de 1966) es un actor canadiense de cine, televisión y teatro.

## Carrera
El debut de Ramsay en la pantalla fue frente a su compatriota Elias Koteas en la película Malarek (1988). Ramsay y Koteas pasaron a aparecer en otras dos películas juntos, Hit Me (1996), y Collateral Damage (2002). El primer papel de Ramsay en una película importante llegó cuando fue elegido como Carlitos Páez en la película ¡Viven! (1993) dirigida por Frank Marshall, el drama biográfico de supervivencia, basada en el libro de 1974 ¡Viven! escrito por Piers Paul Read, que detallaba la historia de la selección uruguaya de rugby que se estrelló contra la cordillera de los Andes.
En 2011 Ramsay hizo su debut como director con Hamlet (2011). Ramsay también produjo, escribió la adaptación y interpretó a Hamlet. Hamlet se estrenó compitiendo en el Festival Internacional de Cine de Vancouver de 2011.
Ramsay apareció como el chico de la casa hastiada Carlucci junto a Michael Douglas y Matt Damon en Detrás del candelabro (2013), dirigida por Steven Soderbergh, que describe los últimos diez años en la vida del pianista Liberace. Behind the Candelabra supuso su segundo trabajo con Soderbergh. En 1995, Ramsay apareció en The Professional Man, parte de la serie de cine negro de Showtime Fallen Angels, que protagonizó junto a Peter Coyote y Brendan Fraser.

## Filmografía seleccionada
- First Offender (1987, película)
- Pin (1988) como un adolescente
- Malarek (1988) como Fred Malarek
- Jacknife (1989) como Corridor Student
- Street Legal (1991, serie de TV) como Frank Travers
- Urban Angel (1991, serie de TV) como Paul-Lawyer
- The Reckoning (1991, película) como joven camarero
- To Catch a Killer (1992, miniserie) como Bragg
- Alive (1993) como Carlitos Páez
- Killing Zoe (1999) como Ricardo
- Dead Beat (1994) como Kit
- The New Age (1994) como Misha
- Blah, Blah, Blah... (1995, corto)
- Fallen Angels (1995, serie de TV) como Paul
- Hellraiser: Bloodline (1996) como Phillip L'Merchant / John Merchant / Dr. Paul Merchant
- Curdled (1996) como Eduardo
- Hit Me (1996) como Del Towbridge
- Starstruck (1998) como Manny
- C-16: FBI (1998, serie de TV) como Joshua Reese / Timothy Mann
- Bonanno: A Godfather's Story (1999, serie de TV) como Joseph Bonanno (Edades 17–27)
- Island of the Dead (2000) como Tony Matos
- Exploding Oedipus (2001) como Hilbert
- Shot in the Face (2001) como Jerry
- Collateral Damage (2002) como Brandt's Aide
- Looking for Jimmy (2002) como Puma
- Holes (2003) como fiscal
- Jericho Mansions (2003) como Eugene O'Donnell
- Timeline (2003) como ITC Tech
- Mob Princess (2003, película) como Vladimir
- Da Vinci's Inquest (2003, serie de TV) como Sgt. Shaw
- Baby for Sale (2004, película) como Gabor Szabo
- Break a Leg (2005) como otro actor en el bar
- Amnesia: The James Brighton Enigma (2005) como Carl Honeycutt
- G-Spot (2005–2009, serie de TV) como Pedro Davidd / Stalker
- One Dead Indian (2006, película) como Kenneth Deane
- Veiled Truth: What Comes Around (2006, película) como Jake
- Indian Summer: The Oka Crisis (2006, miniserie de TV) como John Parisella
- Babylon 5: The Lost Tales: Voices in the Dark (2007) como Simon Burke
- Si j'etais Toi (2007) como Daniel Harpin
- The Quality of Life (2008, telefilm) como Earl Waverly
- Mothers & Daughters (2008) como invitado a la cena de Bruce
- Supernatural (2010, serie de televisión) como Paul
- Riverworld (2010, película) como Francisco Pizarro
- Guido Superstar: The Rise of Guido (2010) como oficial Ginoble
- Doomsday Prophecy (2011, película) como Garcia
- Hamlet (2011) como Hamlet
- Behind the Candelabra (2013) como Carlucci
- Brick Mansions (2014) como Alcalde
- 19-2 (2014-2017, serie de TV) como Comandante Gendron
- Cardinal (2017, serie de TV) como Ray Northwind
- The Porter (2022, serie dramática de TV) como Dinger